# Ентони Франсиоза
Ентони Франсиоза (енгл. Anthony Franciosa) је био амерички глумац, рођен 25. октобра 1928. године у Њујорку, а преминуо је 19. јануара 2006. године у Лос Анђелесу.